# Clarence G. Badger
Clarence G. Badger (São Francisco, Estados Unidos, 9 de junho de 1880 – Sydney, Austrália, 17 de junho de 1964) foi um diretor de cinema norte-americano de longas-metragens na década de 1910, 1920 e 1930. Seus filmes mais notáveis incluem It (1927), estrelado por Clara Bow, mais de dezenas de longas e curtas, estrelados por Will Rogers, e dois filmes de Raymond Griffith, Paths to Paradise e Hands Up!. Badger mudou-se para Austrália para dirigir Rangle River (1936), decidindo se aposentar, rodando unicamente outro filme, That Certain Something (1941).

## Filmografia selecionada
- The Nick of Time Baby (1916)
- Hearts and Sparks (1916)
- A Social Cub (1916)
- The Danger Girl (1916)
- Haystacks and Steeples (1916)
- It (1927)[4]
- Teddy at the Throttle (1917)
- Dangers of a Bride (1917)
- Senorita (1927)
- The Fifty-Fifty Girl (1928)
- Hot News (1928)
- Three Weekends (1928)
- Paris (1929)
- No No Nanette (1930)
- The Bad Man (1930)
- Woman Hungry (1931)
- That Certain Something (1941)